# جونگ سونگ ایل
جونگ سونگ ایل (کره‌ای: 정성일؛ زادهٔ ۱۹۸۰) بازیگر اهل کره جنوبی است. شهرت او به خاطر ایفای نقش در مجموعه اصلی نتفلیکس، افتخار (۲۰۲۲) افزایش پیدا کرد.

## فیلم‌شناسی

### فیلم
| سال  | عنوان           | نقش             | منابع |
| ---- | --------------- | --------------- | ----- |
| ۲۰۰۸ | یک گل یخ‌زده     | گارد سلطنتی     | [ ۱ ] |
| ۲۰۱۳ | بازی خشن        |                 | [ ۱ ] |
| ۲۰۱۴ | کلاهبردار       |                 | [ ۲ ] |
| ۲۰۱۶ | اعترافگاه       | سه یونگ         | [ ۳ ] |
| ۲۰۱۷ | تعقیب           | جوانی پیونگ دال |       |
| ۲۰۲۲ | مراقب مادرم باش |                 |       |
| ۲۰۲۲ | پروژه شکار گرگ  |                 | [ ۲ ] |

### سریال
| سال       | عنوان                  | نقش            | منابع  |
| --------- | ---------------------- | -------------- | ------ |
| ۲۰۰۹      | رودخانه ماه            | کوتارو         | [ ۴ ]  |
| ۲۰۱۹      | رویاهای متفاوت         | جین سو         | [ ۵ ]  |
| ۲۰۱۹      | زن ۹٫۹ میلیاردی        | بک سونگ جه     | [ ۶ ]  |
| ۲۰۲۰      | غریبه فصل ۲            | پارک سانگ مو   | [ ۷ ]  |
| ۲۰۲۰      | مرکز مراقبت پس از تولد | لی سون وو      | [ ۱ ]  |
| ۲۰۲۱      | تایمز                  | کانگ شین ووک   |        |
| ۲۰۲۱–۲۰۲۲ | بد و دیوانه            | شین جو هیوک    | [ ۸ ]  |
| ۲۰۲۱–۲۰۲۲ | مون‌شاین                | پادشاه لی کانگ | [ ۹ ]  |
| ۲۰۲۲      | غم‌های ما               | کیم ته هون     | [ ۱۰ ] |
| ۲۰۲۲–۲۰۲۳ | افتخار                 | ها دویونگ      | [ ۱۱ ] |